# Congregacionalismo
O nome congregacionalismo é o regime de governo eclesiástico conhecido onde cada congregação local é autônoma e independente. A igreja local possui autonomia para sua própria reflexão teológica, expansão missionária, relação com outras congregações e seleção de seu ministério. O congregacionalismo está baseado nos seguintes princípios:
Cada congregação de fiéis, unida pela adoração, observação dos sacramentos e disciplina cristã, é uma Igreja completa, não subordinada em sua administração a qualquer outra autoridade eclesiástica senão a de sua própria assembleia, que é a autoridade decisória final do governo de cada igreja local.
Não existe nenhuma outra organização ou entidade maior ou mais extensa do que uma Igreja local a quem pode ser dada prerrogativas eclesiásticas ou ser chamada de Igreja.
As igrejas locais estão em comunhão umas com as outras, são interdependentes e estão intercomprometidas no cumprimento de todos os deveres resultantes dessa comunhão. Por isso, se organizam em concílios, sínodos ou associações. Entretanto, essas organizações não são Igrejas, mas são formadas por elas e estão a serviço delas.
O congregacionalismo é o regime de governo mais comum em denominações como anabatistas, Igreja Batista, Discípulos de Cristo, Igreja de Cristo no Brasil, Igreja Evangélica de Panorama e obviamente a própria denominação que deu nome ao termo: a Igreja Congregacional.

## Congregacionalismo na Inglaterra

### Puritanos conformistas e dissidentes
As origens do congregacionalismo estão no movimento puritano conformista e dissidente.
As reformas introduzidas na Igreja Anglicana a partir do reinado de Henrique VIII eram consideradas por muitos como insuficientes e em certos setores havia um claro sentimento de insatisfação e inconformismo e um desejo que a Igreja experimentasse uma reforma mais profunda, se tornar-se mais pura em sua vida, doutrina, governo e liturgia. Foram nessas circunstâncias que surgiram os puritanos, que queriam reformar a Igreja da Inglaterra, tornando-a mais pura, sem contudo deixá-la. Diferentemente dos puritanos conformistas, alguns grupos puritanos chamados de dissidentes começaram a formar organizações separadas da Igreja da Inglaterra.
As primeiras manifestações históricas de comunidades organizadas sob o regime de governo congregacional surgem entre os dissidentes. Em 1561, apareceu uma confissão de fé com uma Exortação à Reforma da Igreja, defendendo que no governo que Jesus Cristo estabeleceu, com pastores, superintendes e diáconos, todos os verdadeiros pastores têm igual poder e autoridade, e por isso nenhuma igreja deve exercer qualquer autoridade ou governo sobre outras, e ninguém deveria exercer autoridade na Igreja se isso não lhe fosse conferido por meio de eleição. Richard Fytz é considerado o primeiro pastor de uma igreja desse tipo, entre os anos de 1567 e 1568, na cidade de Londres. Por volta de 1570 ele publicou um manifesto intitulado "As Verdadeiras Marcas da Igreja de Cristo".
Em 1580, Robert Browne, um clérigo anglicano que tornou-se um puritano dissidente, junto com o leigo Robert Harrison organizaram em Norwich uma congregação cujo sistema era congregacionalista. Browne é tido como o primeiro teórico do congregacionalismo.
Alguns dissidentes que se destacam no período foram Henry Barrowe, John Greenwood e John Penry. Um marco importante no período foi a formação da Igreja de Scrooby, uma vila próximo à Londres. A igreja localizava-se na propriedade de William Brewster, após os líderes terem sido excomungados pela Corte de Alta Comissão Eclesiástica. Devido à perseguição, exilaram-se, assim como muitos outros puritanos, para os Países Baixos, e estabeleceram-se na cidade de Leyden, e escolheram John Robinson como seu ministro. Foi dessa congregação que partiram os Pais Peregrinos, que iniciaram a colonização da Nova Inglaterra.
Dentro do movimento puritano, os que defendiam o princípio da autonomia e independência das igrejas locais eram chamados de "independentes" (mais tarde, "congregacionais"). Henry Jacob é um dos primeiros puritanos independentes de que se há notícia. No ano de 1616, após retornar dos Países Baixos, fundou uma congregação em Southwark.
No ano de 1658, os puritanos independentes ingleses, inspirados na Confissão de Fé de Westminster, produziram a Declaração de Savoy sobre Fé e Ordem. Declaração afirmava os princípios congregacionais de autonomia da Igreja local bem como a necessidade de relações fraternas entre essas igrejas locais. Vemos isso em trechos como os abaixo:
| “ | O Senhor Jesus chama do mundo para a comunhão consigo, aqueles que lhe são dados por seu Pai… Aos assim chamados… Ele manda que andem juntos em sociedades ou igrejas locais… A cada uma dessas igrejas assim reunidas… Ele deu todo aquele poder e autoridade, que são de qualquer maneira necessários para levar adiante a ordem no culto e na disciplina, que instituiu… Além dessas igrejas locais, não foi instituída por Cristo nenhuma igreja mais extensa… dotada de poder para… a execução de qualquer autoridade em Seu nome… Está de acordo com a mente de Cristo, que muitas igrejas que mantém comunhão entre si, encontrem-se, mediante seus representantes, em sínodos ou concílios, para considerarem e aconselharem-se… Contudo, esses sínodos assim reunidos não são dotados de nenhum poder eclesiástico, propriamente dito, ou com qualquer jurisdição sobre as igrejas como tais, para exercer quaisquer censuras. | ” |

Após o Ato de Uniformidade de 1662, que obrigava o uso de Livro de Oração Comum e exigia a ordenação episcopal dos clérigos, cerca de 2 000 ministros puritanos, presbiterianos, congregacionais e batistas, se viram forçados a deixar a Igreja da Inglaterra. A partir de então os puritanos independentes formaram várias igrejas chamadas congregacionais.

### A União Congregacional da Inglaterra e do País de Gales
Durante o século XIX, discutiu-se a formação de uma associação entre as igrejas congregacionais a fim de promover cooperação em áreas como a evangelização. Por isso, em 1831 foi formada a União Congregacional da Inglaterra e País de Gales.
Com o passar do tempo, a estrutura da União Congregacional foi se tornando mais centralizadora, até que em 1967 foi formada a Igreja Congregacional da Inglaterra e do País de Gales, expressão que foi considerada por muitos como uma verdadeira contradição dos princípios congregacionalistas, pois, no congregacionalismo não há uma Igreja nacional, mas a igreja local é a uma igreja plena, independente de todas as outras igrejas, no seu trabalho e administração.
Algumas igrejas locais, não concordando com essa suposta distorção do congregacionalismo, formaram a Fraternidade Evangélica de Igrejas Congregacionais (Evangelical Fellowship of Congregational Churches - EFCC, em inglês), que reúne atualmente cerca de 125 igrejas no Reino Unido.

### A formação da Igreja Reformada Unida
A Igreja Congregacional da Inglaterra e País de Gales manteve conversações com a Igreja Presbiteriana, até que em 1972 essas duas denominações se fundiram e formaram a Igreja Reformada Unida da Inglaterra. No mesmo ano foi formado o órgão chamado Federação Congregacional (Congregational Federation - CF, em inglês), reunindo igrejas locais que não aderiram à fusão com a Igreja Presbiteriana. Hoje, a CF conta com cerca de 312 igrejas no Reino Unido.
Atualmente, além da EFCC e da CF há várias igrejas congregacionais que não estão filiadas a nenhum órgão associativo.

## Congregacionalismo nos Estados Unidos
A história do congregacionalismo norte-americano começou no ano de 1620, com a chegada à Baía de Massachussets dos 102 colonos que partiram da Inglaterra embarcados no navio Mayflower e fundaram a colônia de Plymouth. Dos 102 passageiros do navio, 35 eram membros da Igreja de exilados de Leyden (Holanda), pastoreada por John Robinson. Eles fundaram a primeira igreja do tipo congregacionalista na América.
Pouco tempo depois dos peregrinos do Mayflower chegarem ao Novo Mundo, a situação na Inglaterra piorou. Charles I assumiu o trono e o novo arcebispo era William Laud. A perseguição contra os puritanos na Inglaterra aumentou e, por volta de 1640, aproximadamente 20 mil puritanos haviam partido para a América, por causa da liberdade religiosa. Na Inglaterra, eles eram uma parte da Igreja da Inglaterra, mas no Novo Mundo eles estabeleceram congregações independentes, sob a forma de governo congregacionalista.
O congregacionalismo na América cresceu em sua influência. As primeiras universidades dos Estados Unidos, como Harvard e Yale, foram estabelecidas para treinar pastores Congregacionais. Dartmouth foi estabelecida para treinar missionários Congregacionais, a fim de que pudessem evangelizar os índios.
Por volta de 1734, houve um avivamento na região da Nova Inglaterra liderado por Jonathan Edwards, pastor de uma igreja Congregacional em Northampton. Esse avivamento, que ficou conhecido como Primeiro Grande Despertamento, se espalhou por toda a região, mas também levantou a resistência de alguns opositores.
Como não havia instituições superiores que assegurassem uma uniformidade doutrinária entre as congregações, as igrejas congregacionais se tornaram diversificadas do que outras igrejas reformadas. Nos séculos XVIII e XIX, muitos pastores e igrejas congregacionais tornaram-se unitarianos, negando a doutrina da Trindade. O unitarianismo, que fora intorduzido em Boston por volta de 1776, em 1815 já havia sido adotado por 12 das 14 igrejas congregacionais da cidade. O mesmo aconteceu com o resto de Massachussets, onde 96 igrejas se passaram para o novo credo e muitas outras, diminuídas de seus membros, tiveram que reiniciar suas atividades com os poucos que restaram. As igrejas foram divididas em evangélicas (ou conservadora) e liberais. As igrejas mais liberais mudaram-se rapidamente para o unitarianismo.
Os congregacionais norte-americanos também estavam na dianteira da atividade missionária tanto nacional como estrangeira. Logo no ano de 1640, já havia missionários pregando aos indígenas. A primeira Bíblia publicada no Novo Mundo foi de uma tradução indígena. David Brained foi um dos primeiros missionários entre os indígenas. Em 1798, a primeira sociedade missionária nacional foi organizada na América. Seu objetivo era "cristianizar os indígenas da América do Norte, manter e promover o conhecimento cristão nos novos povoados dentro dos Estados Unidos". Em 1826, a Sociedade Missionária Nacional Americana foi reformada, a qual tornou-se depois a Sociedade Missionária Nacional Congregacional. Grupos de estudantes seminaristas foram enviados para o oeste para implantar novas Igrejas.
O começo do movimento missionário moderno está também ligado aos congregacionais e ao histórico "Encontro de Oração de Haystack". Uma noite, um grupo de estudantes avistou um abrigo debaixo de um monte de feno durante uma tempestade. E naquele lugar eles oravam e foram avivados com zelo missionário. Daquela reunião de oração, foi proposta em 1819 a ciração da Junta Americana de Comissionados para Missões Estrangeiras, que se tornou uma realidade em 1812.
No início do século XIX, na marcha para o Oeste, a fim de promover cooperação na evangelização nas novas fronteiras, foi celebrado entre os congregacionais e os presbiterianos um Plano da União, através do qual ministros de uma das denominações poderiam servir na outra. Entretanto, durante os 50 anos de funcionamento do plano, cerca de 2.000 igrejas se tornaram presbiterianas.
Foi por volta de 1870 que as igrejas congregacionais se organizaram nacionalmente no Concílio Geral de Igrejas Congregacionais. Em 1931, esse concílio geral se uniu à Convenção Geral da Igreja Cristã, uma denominação também regida pelo governo congregacional, formando assim o Concílio das Igrejas Cristãs Congregacionais.
Desde o início do século XX, o liberalismo teológico começou a tomar conta das principais denominações norte-americanas. O presbiterianismo, o episcopalismo, o metodismo e o luteranismo foram todos afetados, mas o congregacionalismo estava tornando-se o mais liberal de todos esses grupos. Por causa dessa predomínio do liberalismo, um grupo de pastores e igrejas congregacionais conservadoras começaram a se reunir e, em 1945, formaram um grupo intitulado Aliança Congregacional Cristã Conservadora, mas ainda estavam filiados ao Concílio das igrejas Cristãs Congregacionais.
Contudo, naquele mesmo período, o Concílio de Igrejas Cristãs Congregacionais estava discutindo a possibilidade de unir-se com uma denominação não congregacional. Por isso, em 1948, um grupo de pastores e igrejas, ligados à Aliança Congregacional Cristã Conservadora, formou uma nova denominação - a  Conferência Cristã Congregacional Conservadora, que conta atualmente com cerca de 280 igrejas locais nos EUA, e está filiada à WECF - Fraternidade Mundial Evangélica Congregacional, da qual também faz parte a Fraternidade Evangélica de Igrejas Congregacionais da Inglaterra.
Em 1957, o Concílio de Igrejas Cristãs Congregacionais se uniu à Igreja Reformada e Evangélica e formou a Igreja Unida de Cristo, denominação que conta atualmente com cerca de 5.320 igrejas locais e é uma das denominações mais liberais dos Estados Unidos, tendo ordenado seu primeiro pastor abertamente homossexual em 1972. Em 2005, o Sínodo Geral da Igreja Unida aprovou o casamento entre pessoas do mesmo sexo. Essa decisão fez com que algumas igrejas deixassem a denominação, como ocorreu com as igrejas da Conferência de Porto Rico. Contudo, a grande maioria das Igrejas Congregacionais dos Estados Unidos hoje em dia são membros da Igreja Unida de Cristo.
Outro grupo de igrejas Congregacionais formado a partir do surgimento da Igreja Unida de Cristo foi a Associação Nacional de Igrejas Cristãs Congregacionais (National Association of Congregational Christian Churches - NACCC).

## Congregacionalismo no Brasil
O congregacionalismo brasileiro não tem suas origens históricas no congregacionalismo britânico ou norte-americano, mas sim no trabalho missionário indenominacional realizado pelo médico-missionário escocês de origem presbiteriana Robert Reid Kalley e sua esposa Sarah Poulton Kalley, que chegaram ao Brasil em 1855.  Começaram um trabalho de evangelização e mais tarde fundaram, no Rio de Janeiro, a Igreja Evangélica Fluminense. No Recife foi fundada a Igreja Evangélica Pernambucana, e também foi estabelecida uma congregação em Niterói (1863, atual 1ª Igreja Evangélica e Congregacional de Niterói). Todas essas igrejas eram apenas igrejas evangélicas brasileiras, sem nenhum vínculo denominacional com igrejas no exterior.
Apesar de ter sido batizado na Igreja da Escócia (presbiteriana), Kalley não possuía vínculos com nenhuma denominação. Em certa ocasião Kalley escreveu: "eu não sou presbiteriano e nem estou em contato com qualquer tipo de igreja - sou irmão de qualquer cristão independente de sua denominação". Kalley divergia do Presbiterianismo quanto a “estreitos denominacionalistas” e a fórmulas rígidas de credo.
Ao estabelecer igrejas no Brasil, Kalley continuou se afastando de uma tradição presbiteriana rígida em matéria de organização eclesiástica, e introduziu, quanto à forma de governo, uma estrutura não conformista, "evangélica", onde os laços entre as congregações são firmados por submissão voluntária e o conselho de oficiais locais é o órgão de maior poder; algo semelhante às Igrejas Reformadas Continentais ou a organizações presbiterianas mais leves.
Além disso, as igrejas fundadas por Kalley deixaram também a prática do batismo infantil, que é realizado tanto por presbiterianos quanto por luteranos e episcopais. A maioria de seus membros entendeu que não se deveriam batizar infantes, mas somente pessoas capazes de exercerem fé . Acerca do batismo infantil, Kalley escreveu: As condições essenciais para o batismo eram duas: a) entender claramente a mensagem; b) de coração aberto, aceitá-la.  Fé em exercício e alegria inteligente eram os pré-requisitos deste rito cristão – totalmente nulos nos recém-nascidos. Essa rejeição ao batismo infantil distanciava as igrejas que Kalley fundara de serem classificadas tanto de presbiterianas como de congregacionais. Por isso, algumas pessoas identificaram tais igrejas como batistas. Quando o missionário William Bowers foi enviado ao Recife para pastorear a Igreja Evangélica Pernambucana, por um equívoco foi divulgado que ele estava sendo ordenado para o pastorado de uma igreja batista. Acerca disso Kalley se pronunciou e escreveu enfaticamente demonstrando sua desaprovação:
Desde o início o nome da igreja tem sido, 'Igreja Evangélica', e ela é filha da Igreja Evangélica do Rio, e nenhuma das duas têm sido igrejas batistas… Eu não sou batista; não tenho nada a ver com diferenças denominacionais…  Eu sabia que ele [Bowers] foi batizado como crente e que se opõe ao batismo de crianças.  Eu sabia que ele não considera a imersão como essencial ao batismo cristão em água, e me dispus a conduzi-lo ao pastorado da igreja sem nenhuma inovação, e fiquei feliz por poder ajudá-lo a ir e trabalhar como ministro cristão (como eu sempre tenho sido), sem restrições denominacionais
Era dessa forma que Kalley definia a si mesmo: um ministro cristão, sem restrições denominacionais. Ainda acerca da Igreja Evangélica Pernambucana, Kalley escreveu em outra ocasião:
A Igreja Evangélica Pernambucana não pertence a nenhuma denominação estrangeira; não é presbiteriana porque esta considera válido o batismo romano e pratica o batismo de crianças; aproxima-se mais da denominação batista, mas prefere ter a liberdade de admitir à comunhão qualquer crente fiel e obediente ao Senhor…  É, pois, uma igreja evangélica brasileira.
Em determinados pontos, o posicionamento de Kalley se aproximava dos Irmãos de Plymouth (Casa de Oração), movimento que surgira nos primeiros anos do século XIX e que se opunha ao denominacionalismo, rejeitava ministérios formais e defendia que os credos deveriam ser abolidos. Contudo, Kalley reprovava esse movimento principalmente quanto ao dispensacionalismo, à rejeição dos ministérios formais e à recusa em divulgar uma declaração doutrinária. Em certa ocasião, Kalley escreveu:
Graças a Deus, não pertenço a tais irmãos!  Uma de suas práticas é recusarem-se a publicar uma declaração fiel das doutrinas que, conforme ensinam, estão estabelecidas na Palavra de Deus: uma tal recusa deixa a porta aberta para a disseminação de qualquer heresia!  A Igreja Evangélica Fluminense tem uam exposição das Doutrinas Fundamentais, que ela aceita e subscreve… a Igreja não preende incluir todo o ensino das Escrituras nesses 28 artigos: eles tratam particularmente das doutrinas, em relação às quais há tendências errôneas, no presente século
As igrejas fundadas por Kalley não tinham qualquer vínculo pelo qual pudesse se estabelecer uma continuidade histórica em relação a qualquer tradição denominacional até então existente. Eram igrejas com uma identidade própria, peculiar.
Kalley voltou para a Escócia em 10 de julho de 1876 e foi sucedido por João Manoel Gonçalves dos Santos no pastorado da Igreja Evangélica Fluminense.
Já há muito Kalley havia deixado o uso das confissões tradicionais, como a Confissão de Westminster, sem, entretanto opor-se a tais ou deixar de subscrevê-las como membro da Igreja da Escócia. Contudo, antes de retornar à Europa, Kalley elaborou, juntamente com uma comissão da Igreja Evangélica Fluminense, uma súmula doutrinária composta por 28 artigos conhecida como "Breve Exposição das Doutrinas Fundamentais do Cristianismo", documento cujo propósito era o de ser exatamente o que seu próprio nome já expressa: "breve" e "fundamental". O próprio Kalley afirmou: "A Breve Exposição não contém todo o ensino apostólico, mas somente as doutrinas fundamentais do cristianismo, sobre as quais todos os crentes devem ter um conhecimento claro e inteligente, para, na frase do apóstolo S. Pedro (I Pe 3:15), estardes aparelhados para responder a todo o que vos pedir razão daquela esperança que há em vós"
Como salienta Joyce Every-Clayton, a "ênfase na importância das doutrinas essenciais do cristianismo sempre foi típica de Kalley"'. E o historiador presbiteriano Alderi Souza de Matos destaca: "A teologia de Kalley pode ser descrita como um tipo de evangelicalismo amplo". Quanto à Breve Exposição, o mesmo autor afirma: a maior parte dos artigos poderiam ser aceitos por qualquer evangélico, reformado ou não. Os elementos específicos do calvinismo, tais como a soberania de Deus, a eleição divina e a perseverança dos santos, não são enfatizados.
A partir de então, a Breve Exposição estaria no centro da identidade das Igrejas Evangélicas Fluminense e Pernambucana, e mais tarde do próprio ente associativo que agruparia as igrejas kalleyanas. Em certa ocasião, Kalley escreveu: A Igreja Evangélica Pernambucana considera-se filha da Igreja Evangélica Fluminense e convém conservar esse sentimento e estritar as relações entre as duas igrejas por meio de correspondência regular… e por quaisquer outros meios. Será conveniente formar uma associação das igrejas que aceitam os 28 artigos da Breve Exposição. Para James Fanstone, pastor da Igreja Pernambucana, a Breve Exposição era base para o trabalho dos pastores das igrejas kalleyanas: Nossas igrejas e congregações precisam de pastores, e não somente de evangelistas – pastores que trabalharão tendo como base a Breve Exposição – homens que tentarão desenvolver o trabalho seguindo a mesma linha das igrejas kalleyanas no Rio e em Pernambuco.
Foi somente em 1913, que as Igrejas originadas do trabalho de Kalley se agruparam na União de Igrejas Evangélicas Indenominacionais do Brasil, que mais tarde, depois de várias mudanças de nome, seria chamada de  União das Igrejas Evangélicas Congregacionais do Brasil (UIECB). O termo "Congregacional" foi adotado por essas igrejas (apesar da resistência inicial) para designar o regime de governo pelo qual são regidas, e não para indicar suas origens históricas, uma vez que essas igrejas são fruto de um trabalho indenominacional, sem nenhuma relação com as Igrejas Congregacionais Britânica ou Norte-Americana. A resistência quanto à designação "Congregacional" se expressa nas sucessivas mudanças de nome da instituição entre 1913 até 1942, que em certos momentos buscava mostrar que se tratavam apenas de Igrejas Evangélicas (como em 1913, 1919 e 1941), ou até Congregacionais Independentes (1923), sem vínculos com o congregacionalismo europeu ou norte-americano:
1913- União das Igrejas Evangélica Indenominacionais
1916- Aliança das Igrejas Evangélicas Congregacionais Brasileiras e Portuguesas
1919- União das Igrejas Evangélicas Que Aceitam os 28 Artigos da Breve Exposição das Doutrinas Fundamentais do Cristianismo
1921- União das Igrejas Evangélicas Congregacionais do Brasil e Portugal
1923- União das Igrejas Evangélicas Congregacionais Independentes
1924- União Evangélica Congregacional Brasileira
1934- Federação Evangélica Congregacional do Brasil e Portugal
1934- União Evangélica Congregacional do Brasil e Portugal
1941- União de Igrejas Evangélicas do Brasil
1942- União das Igrejas Evangélicas Congregacionais e Cristãs do Brasil
Sobre a obra Congregacional no Brasil, Erasmo Braga, estudioso do protestantismo brasileiro, escreveu em 1931: "Sua característica peculiar é o fato de que se trata de um movimento inteiramente nacional, que nunca esteve eclesiasticamente sujeito ou foi financeiramente dependente de qualquer sociedade estrangeira e representa na América Latina uma tendência muito significativa, a saber, uma resposta de mentes ibero-americanas ao Evangelho que não pode ser atribuída à atividade missionária estrangeira".
A UIECB junto com a AIECB (Aliança das Igrejas Evangélicas Congregacionais do Brasil), constituem as duas principais e maiores fraternidades do congregacionalismo brasileiro, dentre outras.
As Igrejas originadas do trabalho de Kalley, subscrevem como declaração de fé a Breve Exposição das Doutrinas Fundamentais do Cristianismo. Em geral, elas batizam adultos por aspersão, não batizam crianças e em seu corpo eclesiástico possuem pastores, presbíteros e diáconos.
Os grupos congregacionalista brasileiros são:
- Igreja Cristã Evangélica do Brasil, que por algum tempo esteve associada com a UIECB.
- Igreja Evangélica Congregacional do Brasil, de origem alemã pietista, sem conexões com o congregacionalismo orgiginado em Kalley. Sua presença está concentrada em sua maior parte na Região Sul do Brasil.
- Associação das Igrejas Evangélicas Congregacionais Conservadoras do Brasil (AIECCB) - formada em 1998 em uma assembleia realizada na Igreja Congregacional da Avenida Canal em Campina Grande - PB.
- Igreja Congregacional Kalleyana (ICK) formada em 2008, adota uma teologia estritamente calvinista. Considera-se um movimento de retorno ao pensamento Kalley, do qual a UIECB teria se afastado. Em verdade, a ICK se distancia da tradição das igreja fundadas por Robert Kalley em direção à prática primitiva e às convicções pessoais do próprio Reverendo - como na prática do pedobatismo, que as igrejas fundadas por Kalley rejeitavam, como ele também rejeitava.[carece de fontes?]

Uma vez que partindo unicamente da Breve Exposição não se pode chegar uma postura estritamente calvinista, a ICK adota também outros símbolos de fé, como a Declaração de Savoy e os Padrões de Westminster. Nisso também há outro afastamento em relação a tradição das igrejas fundadas por Robert Kalley (embora se aproxime do pensamento do Reverendo, que subscrevia plenamente os Padrões de Westminster), já que formaram uma associação de igrejas cuja base era a Breve Exposição
- Aliança das Igrejas Evangélicas Congregacionais Brasileiras
- Comunhão das Igrejas Bíblicas Congregacionais

A UIECB é um dos membros fundadores da Fraternidade Mundial Evangélica Congregacional.

## Congregacionalismo em outros países
- Angola

A Igreja Evangélica Congregacional de Angola, resultado do trabalho de norte-americanos e canadenses, é a denominação congregacional instalada no país.
- Austrália

Em 1977, maioria das igrejas que formavam a União Congregacional da Austrália fundiram-se com a Igreja Metodista da Australásia e com a maior parte das congregações da Igreja Presbiteriana da Austrália para formar a Igreja Unida na Austrália. As igrejas Congregacionais que não aderiam à fusão formaram a Fraternidade das Igrejas Congregacionais da Austrália (Fellowship of Congregational Churches - FCC). Em 1995, algumas igrejas com posicionamentos mais ecumênicos deixaram a FCC e formaram a Federação Congregacional da Austrália.
- Nova Zelândia

Em 1969, a maioria das congregações da União Congregacional da Nova Zelândia decidiram se filiar à Igreja Presbiteriana. A União Congregacional ficou reduzida a um número muito pequeno de igrejas, que atualmente são cerca de 14.
- Ilhas Cook

A Igreja Cristã das Ilhas Cook é a denominação congregacional instalada nesse território sob administração neozelandesa.
- Niue

A Igreja Cristã Congregacional de Niue é a denominação congregacional instalada nesse território sob administração neozelandesa.
- Nauru

A Igreja Congregacional de Nauru é a principal denominação religiosa do país.
- Tuvalu

A Igreja de Tuvalu, é a denominação congregacional instalada no país, sendo o principal grupo religioso ali estabelecido.
- Canadá

Em 1925, a Igreja Unida do Canadá foi formada pela fusão das igrejas Congregacionais, igrejas Metodistas, e dois terços das congregações da Igreja Presbiteriana do Canadá. Em 1988, algumas congregações deixaram a Igreja Unida do Canadá por crerem que essa denominação estava se afastando do cristianismo bíblico e formaram as atuais Igrejas Cristãs Congregacionais no Canadá.
- Irlanda

A União Congregacional da Irlanda foi fundada no início do século XIX e conta atualmente com 29 igrejas.
- Samoa

A Igreja Cristã Congregacional de Samoa é a principal denominação religiosa do país, com 325 congregações e cerca de 70.000 membros
- Samoa Americana

A Igreja Cristã Congregacional da Samoa Americana conta com cerca de 115 congregações.

## Fraternidade Congregacional Internacional (ICF)
A Fraternidade Congregacional Internacional é uma entidade associativa, formada em 1977, a fim de reunir denominações congregacionais que ainda haviam permanecido apesar dos vários processos de fusão de igrejas congregacionais com outras denominações.
A ICF não exige que seus membros subscrevam uma declaração específica de fé, apesar de muitos de seus membros expressarem uma posicição teológica ecangélica/conservadora, como a Igreja Evangélica Congregacional do Brasil

## Fraternidade Mundial Evangélica Congregacional (WECF)
Em 1986 algumas associações nacionais de igrejas Congregacionais evangélicas formaram a Fraternidade Mundial Evangélica Congregacional, da qual tanto a UIECB como a AIECB são membros. As associações que compôem a WECFsubscrevem sua declaração de fé e aceitam sua constituição.

## Relações com outras denominações
Histórica e teologicamente as Igrejas Congregacionais fazem parte da família calvinista e muitas das denominações são afiliadas com a Aliança Mundial de Igrejas Reformadas, entidade que mantém a comunhão das denominações Reformadas, Congregacionais e Presbiterianas.
A diferença entre o congregacionalismo e o presbiterianismo está que o primeiro adota a crença da autonomia total das igrejas locais; não aceitam credos e confissões como regras de fé, mas como sínteses do pensamento comum de uma igreja; celebram o culto com espontaneidade em uma ordem estabelecida, mas sem fixar liturgias.